# Gyrophaena keeni
Gyrophaena keeni (лат.) — вид жуков-стафилинид рода Gyrophaena из трибы Athetini (подсемейство Aleocharinae). Евразия.

## Распространение
Неарктика: Канада, США.

## Описание
Мелкие коротконадкрылые жуки. Длина тела от 1,6 до 1,9 мм, форма вытянутая, бока субпараллельные, дорзо-вентрально сплющенные. Окраска желтовато-коричневая (ноги светлее). Обнаружены с июля по сентябрь в смешанных лесах с произрастанием таких растений как туя западная (Thuja occidentalis), ель красная (Picea rubens)., клён красный (Acer rubrum), тсуга канадская (Tsuga canadensis). Личинки и взрослые жуки питаются грибами и трутовиками (облигатные микофаги), в которых живут, питаются и размножаются, откладывают яйца. Поедают споры, базидии и гифы грибницы. Голова широкая, сильно поперечная. Глаза относительно крупные, выступающие (за глазами голова суженная). Язычок длинный и узкий. Губные щупики 2-члениковые. Переднеспинка уже надкрылий. Задние лапки 5-члениковые, а лапки передних и средних состоят из 4 сегментов (формула лапок: 4-5-5).